# Bomba

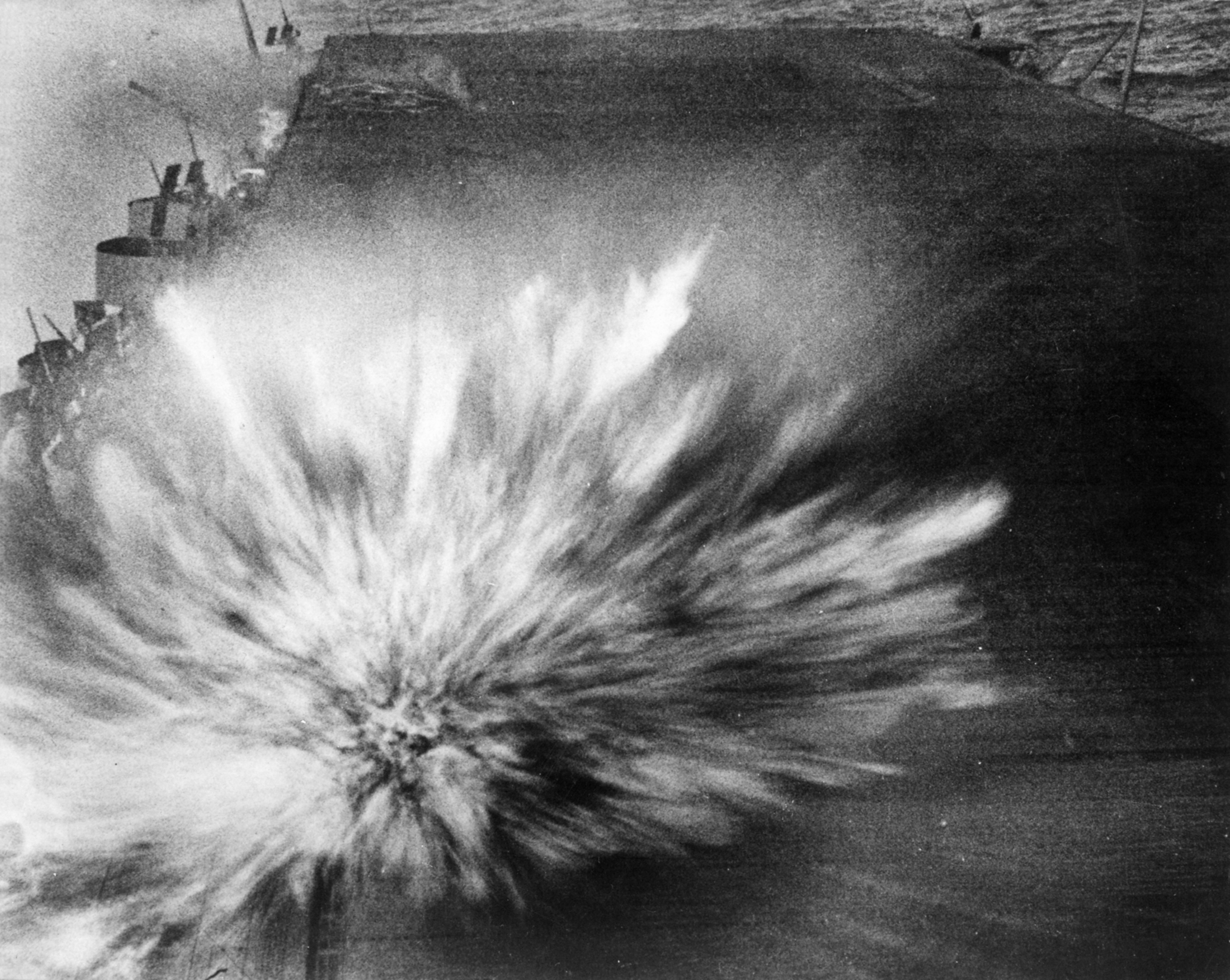
Japonská bomba zasahuje letovou palubu USS Enterprise (CV-6) během bitvy o Východní Šalamouny, 24. srpna 1942 (80-G-17489)

Bomba (odborně puma) je zařízení, jehož účelem je vyvolat ničivý výbuch. Skládá se z obalu, rozněcovače a výbušné látky (nejčastěji trhaviny) a případně ze šrapnelu.
Podle způsobu uvolnění energie rozlišujeme:
- chemický výbuch – exotermní reakce prudce uvolní energii za současného vzniku velkého množství plynů a tepla
- jaderný výbuch – chemický výbuch zahájí neřízenou jadernou reakci

Pro kriminální činnost, teroristické útoky a nekonvenční konflikty se často používají tzv. nástražné výbušné systémy. Při jejich přípravě jsou používány levné a snadno dostupné materiály a celé výbušné zařízení bývá maskováno.